# Sport Inside
Sport Inside (Eigenschreibweise: sport inside) ist eine unmoderierte wöchentliche Dokumentation im WDR Fernsehen. Die Redaktion bezeichnet die Sendung als Hintergrundmagazin für den Sport, das „Geschichten jenseits der glitzernden Sportwelt“ erzählt.

## Konzept der Sendung
In jeder Ausgabe von Sport Inside werden drei Beiträge mit jeweils 9–10 Minuten Länge gesendet. In selteneren Fällen kann ein brisanter Beitrag auch doppelt so lange dauern oder die gesamte Sendezeit ausfüllen. Die Beiträge der Sendung befassen sich grundsätzlich und ausschließlich mit Themen aus dem Bereich des Sports. Die Themen sollen einen Blick hinter die Kulissen gewähren und erstrecken sich unter anderem von Politik über Wirtschaft und Gesundheit bis hin zur Faszination des Sports und dessen Ausübung durch Amateure. Häufig werden Themen in Verbindung mit dem internationalen Profifußball aufbereitet, in welchen etwa die Hintergründe von Fußballweltmeisterschaften, der Bundesliga oder der Gewaltproblematik erläutert werden. Die Berichte zeichnen sich durch ihre Authentizität, Kritik und Hintergründigkeit aus. So sorgte etwa der Beitrag Spanische Dienstreisen vom Oktober 2009 für Aufsehen, in welchem erstmals die Ermittlungserfolge des BKA im Dopingverdachtsfall gegen Jan Ullrich erläutert wurden. Des Weiteren wurde in den Jahren 2015 und 2016 oftmals die Korruption in der FIFA intensiv thematisiert. Generell nehmen die Themen Doping, Sportwetten und Kommerzialisierung des Sports einen erheblichen Teil der Berichterstattung ein.

## Ausstrahlung
Die 30-minütige Sendung wurde bis Dezember 2015 am Montagabend um 22:45 Uhr im WDR Fernsehen ausgestrahlt. Von Januar 2016 bis April 2022 war Sport Inside am Sonntagabend nach der Fußball-Bundesliga-Sportschau und Zeiglers wunderbare Welt des Fußballs zu sehen. Seit September 2022 erfolgt die Ausstrahlung samstags um 14:00 Uhr.
Eine Wiederholung der Sendung läuft montags kurz vor Mitternacht auf tagesschau24.

## Auszeichnungen
Im Jahr 2013 wurde Sport Inside der Deutsche Fernsehpreis in der Kategorie „Beste Sportsendung“ verliehen. Des Weiteren war die Sendung auch in den Jahren 2009, 2011 und 2016 nominiert.
Die Redaktion der Sendung wurde für den Grimme-Preis 2017 in der Kategorie Info & Kultur – Spezial nominiert.